# Johannes Walser (Unternehmer, 1773)
Johannes Walser (* 12. November 1773 in Heiden; † 15. Mai  1833 in Messina; heimatberechtigt in Wald und ab ca. 1778 von Heiden) war ein Kaufmann aus dem Schweizer Kanton Appenzell Ausserrhoden.

## Leben
Johannes Walser war ein Sohn von Matthias Walser, Kaufmann und Gemeindehauptmann, und Barbara Mösle. Walser übernahm in Messina das Handelsgeschäft seiner Onkel Jakob und Bartholome Walser. Während der englischen Besatzungszeit erlangte er auf Sizilien das Handelsmonopol und erzielte hohe Gewinne. Er machte bedeutende Vergabungen an die Gemeinden des Appenzeller Vorderlands, die Kantonsschule Trogen und zwei Spitäler in Neapel.